# 杰士邦
杰士邦（英文：Jissbon）是由總部位於武汉杰士邦卫生用品有限公司旗下一個安全套品牌，口號是“尽享激情，自有一套”，年銷量4.5亿隻，市场份额為25%，排名中國前三。
杰士邦最初由武汉人福科技於1998年在英国注冊，但在中國銷售。因2002年的全球計劃，武漢杰士邦在英國成立JISSBON英國公司，武汉杰士邦变成了杰士邦品牌在中国的总经销商。2006年安思爾（Ansell Limited）集團收購武漢杰士邦70%股权後杰士邦英国停止運作，歐美市場也已由安思爾（Ansell）的其他控股公司經營。2011年的股權為安思爾90%、人福医药5%、自然人5%。
杰士邦的生產基地設在橡膠產地泰国及马来西亚，一些產品套壁為0.05毫米，自稱有一種保密配方所以更薄同時韧性更强不太容易破洞也沒有添加阻止乳膠老化的塑膠添加劑，杰士邦的生產基地有29條生產線可同時生產11种不同類型的安全套。
2017年5月26日人福醫藥集團股份公司和中信資本旗下第三支中國併購基金將以6億美元的價格收購澳大利亞橡膠製品巨頭安思爾（Ansell）公司旗下保險套和潤滑劑業務，包括傑士邦，印度第二大安全套品牌KamaSutra、美国第三大安全套品牌Blowtex和法国安全套品牌Manix等。

## 外部連結
- （中文） 杰士邦官網 （页面存档备份，存于）